# Industry Standard
Industry Standard е албум на американската джаз фюжън група The Dregs, издаден през 1982 г. Това е единствения им албум включващ вокали и албумът, който донася на групата четвъртата им номинаця за Грами.

## Състав
- Стив Морз – китара, банджо
- Стив Хоу – китара
- Алекс Лигъртууд – вокали
- Стив Уелш – вокали
- Т Лавиц – клавишни, саксофон
- Род Моргенщайн – барабани